# XIV съезд КПК
XIV съезд Коммунистической партии Китая проходил 12—18 октября 1992 года в Пекине.
Приняли участие 1989 делегатов и 46 особо приглашенных делегатов при численности КПК на тот момент 51 млн человек.
Первоначально было отобрано 1992 делегата, но трое умерли до начала съезда. 46 "особых гостей", полноправных с делегатами - это члены партии до 1927 года, включая Дэн Сяопина и Пэн Чжэня.

## Обсуждаемые вопросы
Съезд констатировал результаты, достигнутые в реформах и расширении внешних связей, а также в модернизации страны после 3-го пленума ЦК КПК 11-го созыва, состоявшегося в конце 1978 года, обобщил практику и опыт 14-летнего осуществления реформ и открытости. На съезде была поставлена задача ускорения процесса реформ и открытости, стимулирования экономического развития и глобального прогресса всего общества в 1990-х годах. Съезд провозгласил, что целевая установка реформы экономической системы Китая — это создание системы социалистической рыночной экономики.

## Последствия
Съезд избрал новый Центральный комитет ЦК КПК в составе 189 членов и 130 кандидатов в члены ЦК, а также Центральную комиссию по проверке дисциплины в составе 108 членов. На первом пленуме ЦК КПК 14-го созыва Цзян Цзэминь, Ли Пэн, Цяо Ши, Ли Жуйхуань, Чжу Жунцзи, Лю Хуацин и Ху Цзиньтао были избраны членами Постоянного Комитета Политбюро ЦК КПК, а Цзян Цзэминь — Генеральным секретарем ЦК КПК и председателем Военного совета ЦК КПК, Вэй Цзяньсин был назначен секретарем Центральной комиссии по проверке дисциплины.